# Geoffroy III de Joinville
Geoffroy III (1115 † 1188) est un seigneur de Joinville, fils du seigneur Roger Ier de Joinville et de sa femme, Aldéarde de Vignory.
Geoffroy III de Joinville fait partie de la cour de Champagne. Il est dit le gros, le vieux ou dapifer pour porteur de plats ; surnommé aussi Geoffroy le Trouillard en souvenir d'un coup de  trouille (épuisette) dont il avait assommé un pirate génois au moment où, s'approchant du vaisseau franc que montait Geoffroy, il allait y mettre le feu.
Il accompagna Henri le jeune fils du comte en Terre Sainte en 1147. Il apparaît que celui-ci, dès son avènement, lui donna la sénéchaussée de Champagne mais ce titre parait être honorifique.
Geoffroy III de Joinville est connu pour ses libéralités envers les établissements religieux, ce qui rompt une longue coutume contraire de la part de ses aïeux.
Il élève la collégiale Saint Laurent dans l'enceinte du château de Joinville. D'autres chartes relatent la fondation de nombreuses maisons religieuses ou des donations et largesses faites à des églises, abbayes et couvents déjà existants.
Geoffroy III de Joinville, marié à Félicité de Brienne (fille d'Érard Ier, une alliance renouvelée dans la famille), intervient à propos de litiges familiaux avec l'abbé de Saint-Urbain qu'il saura résoudre. Il convainc même les comtes de Champagne d'enrichir encore ses prieurés. Il fit des largesses au couvent de Vaux-en-Ornois (Vallis in Pago Ornensi-Vaux-sur-Saint-Urbain), pays de naissance d'Etienne de Vaux, son ancêtre). L'année de sa mort, il fit encore un échange avec ce prieuré important pour notifier une donation faite au Val d'Osne, par la mère d'une religieuse.
Il s'opposa, comme ses aïeux, à l'abbaye de Saint-Urbain : il dut donner à cette abbaye une femme d'Autigny avec ses enfants, en compensation de déprédations qu'il avait commises à Maizières.
Plus sage que ses aïeux, il s'opposera néanmoins à l'Église lorsqu'il il s'agira de défendre sa famille, notamment son frère Gui, postulant au siège épiscopal de Chalons, que l'archevêque de Reims tardait à consacrer.
C'est à partir de Geoffroy III de Joinville que les seigneurs de Joinville, descendants d'Etienne de Vaux, assirent durablement leur puissance. En fréquentant la plus haute noblesse champenoise et en obtenant, de jure, la sénéchaussée de Champagne, il est l'ancêtre d'une des plus grandes lignées de seigneurs en France.
Geoffroy et Félicité auront deux enfants, Geoffroy IV, qui succède à son père en 1188 et Gertrude, qui épouse Gérard, comte de Vaudémont.
Il repose dans la nef de l'abbatiale de Clairvaux dans l'Aube.
Sa femme étant veuve de Simon Ier de Broyes, il en adopta les armoiries en ajoutant un chef d'argent. Son petit-fils Geoffroy V les modifiera, par concession d'un lion de la part de Richard Cœur de Lion.

## Sources
- Gallica Delaborde, Henri-François (1854-1927). Jean de Joinville et les seigneurs de Joinville.

Nota : Geoffroy III de Joinville est le seigneur de Joinville à partir duquel les documents se multiplient, rendant plus précis les faits rapportés.